# Sri Wangi
Sri Wangi is een bestuurslaag in het regentschap Ogan Komering Ulu van de provincie Zuid-Sumatra, Indonesië. Sri Wangi telt 2459 inwoners (volkstelling 2010).